# Ferran Freixa i Pintó
Ferran Freixa i Pintó (Barcelona, 1950 — Sant Vicenç de Montalt, 13 de juny de 2021) fou un fotògraf barceloní.

## Biografia
Va estudiar dibuix i pintura a Barcelona entre 1965 i 1968, moment en què comença, de manera autodidacta, a fer fotografies. L'any següent obre el seu primer estudi de fotos i disseny gràfic, especialitzant-se en temes com la publicitat i la moda, per anar especialitzant-se en fotografies d'arquitectura i d'interiorisme.
Ha mostrat la seva obra a diverses exposicions arreu d'Europa i Estats Units. A Catalunya es pot veure una fotografia seva del Palazzo Pitti a la col·lecció permanent de fotografia del Museu Nacional d'Art de Catalunya.
Alguna de les seves exposicions més rellevant foren les que va fer a la Universitat de Salamanca el 1994 i en el Palau de la Virreina el 1996

## Publicacions
- Ferran Freixa 1997-1994.. Llibre de fotografies de l'autor